# Gare de Betton
Gare de Betton vasútállomás Franciaországban, Betton településen.

## Vasútvonalak
Az állomást az alábbi vasútvonalak érintik:
- Rennes–Saint-Malo-vasútvonal

## Kapcsolódó állomások
A vasútállomáshoz az alábbi állomások vannak a legközelebb:
- Gare de Chevaigné (Gare de Saint-Malo, Rennes–Saint-Malo-vasútvonal)
- Halte de Rennes-Pontchaillou (Gare de Rennes, Rennes–Saint-Malo-vasútvonal)